# 오버 더 문
《오버 더 문》(영어: Over the Moon, 중국어: 飞奔去月球)은 2020년 넷플릭스에서 공개, 중국에서 개봉한 미국의 모험, 애니메이션, 가족 영화이다. 글렌 킨이 감독을 맡았다.

## 출연

### 주연
- 캐시 앵/박지윤: 페이 페이 역 (목소리)
- 존 조/장민혁: 아빠 역 (목소리)
- 산드라 오: 종 부인 역 (목소리)
- 켄 정/남도형: 고비 역 (목소리)
- 필리파 수/김보나: 항아 역 (목소리)

### 조연
- 이리네 츄/이진화: 할머니 역 (목소리)